# Veliko slano jezero (Sveti Kristofor i Nevis)
Veliko slano jezero je najveće jezero u državi Sveti Kristofor i Nevis, u karipskom otočju Malih Antila.

## Geografija
Nalazi se na otoku Sveti Kristofor, blizu vrha Jugoistočnog poluotoka i sjeverno od tjesnaca The Narrows. Iznad jezera je St. Anthony's Peak.

## Ekologija
Jezero je stanište divljih životinja za ptice, kao što je Gallinula galeata; beskralježnjake; i ribu, koja se na u mjestu gdje se jezero izlijeva u Karipskog mora.